# Walter Ruffler
Walter Ruffler (* 1949 in Algermissen, einem Dorf im Landkreis Hildesheim) war von 1991 bis 1995  Abgeordneter in der Bremischen Bürgerschaft. 
Nach einem Studium für das Lehramt in Frankfurt am Main und Mainz zog er 1978 nach Bremen und arbeitete als Lehrer in einer gewerkschaftlichen Weiterbildungseinrichtung. Er wurde Mitglied bei der neu entstandenen Partei Die Grünen und trat bald auch als Kandidat zu den Bürgerschaftswahlen an, bei denen diese Partei 1979 erstmals in ein deutsches Landesparlament einzog. Er war eine Legislaturperiode lang war ich Abgeordneter in der Bremischen Bürgerschaft.
Nach 15 Jahren verließ er die Partei wieder.
Als Mitglied einer Bürgerinitiative versuchte Ruffler, Teile des alten, vom Abriss bedrohten  Wasserkraftwerks in Bremen für ein Industriemuseum zu erhalten. Ruffler wohnt seit den 1980er Jahren an einer Bahnlinie und gründete 2010 eine Bürgerinitiative, die sich um den verstärkten Schutz vor Eisenbahnlärm in Bremen bemüht; er ist mit diesem Thema deutschlandweit vernetzt.
Einen Namen machte sich Walter Ruffler auch künstlerisch, vor allem durch seine sogenannten Papier-Maschinen. Es handelt sich um Bastelbögen für Papierfiguren, die sich nach dem Zusammenbau über eine Kurbel bewegen lassen. Die Entwicklung wurde angeregt durch einen Besuch Rufflers 1999 im Tinguely-Museum in Basel.